# Une mère (film, 1939)
Pour les articles homonymes, voir Une mère et Mère.
Pour plus de détails, voir Fiche technique et Distribution.
Une mère (titre original : Mutterliebe, littéralement Amour maternel) est un film allemand réalisé par Gustav Ucicky qui sortit d'abord à Vienne, le 19 décembre 1939, puis au Danemark et à Berlin le 29 décembre 1939 et ensuite aux États-Unis, en Suède, en Finlande, en Italie, en France et en Grèce. Le scénario de Gerhard Menzel est inspiré d'un roman de Hans Flemming. On y remarque la participation du père de Romy Schneider, Wolf Albach-Retty.

## Synopsis
Marthe Pirlinger est l'incarnation de la mère dévouée. Elle a mis au monde quatre enfants avec son mari Josef, un peu trop insouciant et jovial. Lors d'une sortie en famille, un orage se lève soudainement et le patriarche est soudainement frappé par la foudre. Devenu veuve, Marthe doit travailler comme blanchisseuse à Vienne afin de subvenir à ses besoins et à ceux de ses enfants. Dès lors, toutes ses aspirations étaient de permettre aux enfants de vivre une vie assez insouciante. La progéniture devrait pouvoir fréquenter de bonnes écoles, Franzi devrait recevoir une formation de ballet et Walter devrait aller au conservatoire de musique. Pour ces objectifs ambitieux, Marthe accepte toutes sortes d'épreuves. Parfois, elle travaille toute la nuit jusqu'à ce qu'elle tombe de fatigue. Le seul soutien pendant cette période est le sympathique notaire Dr. Koblmüller, qui devient son bon ami. Le vieil homme a des intentions sérieuses envers Marthe, mais elle se concentre entièrement sur sa famille et n'est pas très ouverte aux projets de mariage de l'avocat.
À cette époque, ses enfants se sont parfois révélés de peu d'aide par ses actions. Paul est devenu aveugle à la suite d'un pari puéril, et ainsi Marthe sacrifie même la cornée d'un de ses deux yeux afin de redonner la vue au jeune homme dans au moins un œil. De son côté Walter est devenu musicien et Franzi a du succès en tant que danseuse de ballet. Marthe a également pu agrandir sa laverie au fil des ans, et cela lui rapporte même quelques bénéfices. Lorsque son employée Rosl attend un enfant de son fils Félix, elle exige qu'il épouse la fille. Dans cette affaire, mère et fils s'affrontent violemment. Félix se conforme enfin au souhait de sa mère. Les choses ne vont pas bien non plus pour Franzi, et elle pleure sa mère après une histoire d'amour ratée. Un autre différend n'est pas si facile à régler. Walter a menti à sa mère et a même retiré de l'argent du registre sans qu'on lui demande. Après cette dispute, Marthe passe à l'action et jette son garçon hors de la maison. Après de nombreuses années, toutes les vagues se sont calmées et l'amour maternel a permis à toutes les épreuves et tribulations de survivre intactes. Satisfaite, Mamie Marthe regarde ses enfants qui, somme toute, se sont bien développés.

## Fiche technique
- Titre : Une mère
- Titre original : Mutterliebe
- Réalisation : Gustav Ucicky
- Scénario : Gerhard Menzel d'après le roman de Hans Flemming
- Musique : Willy Schmidt-Gentner
- Photographie : Hans Schneeberger
- Montage : Rudolf Schaad
- Production : Karl Hartl
- Société de production : Wien-Film
- Pays :  Reich allemand
- Genre : Drame
- Durée : 106 minutes
- Dates de sortie : 
  -  Reich allemand : 29 décembre 1939
  -  France : 12 février 1941

## Distribution
- Käthe Dorsch : Marthe Pirlinger
- Paul Hörbiger : le notaire Koblmüller
- Wolf Albach-Retty : Walter Pirlinger
- Hans Holt : Paul Pirlinger
- Hans Hotter : Josef Pirlinger
- Rudolf Prack : Felix Pirlinger
- Susi Nicoletti : Franzi Pirlinger
- Siegfried Breuer : le chanteur
- Frida Richard : Frau Stätter
- Olly Holzmann : Hanna Pirlinger
- Winnie Markus : Rosl Pirlinger
- Fritz Imhoff : le portier de l'Opéra
- Eduard Köck (en) : le professeur

- Les Petits Chanteurs de Vienne : chanteurs